# Megachile aridissima
Megachile aridissima är en biart som beskrevs av Cockerell 1937. Megachile aridissima ingår i släktet tapetserarbin, och familjen buksamlarbin. Inga underarter finns listade i Catalogue of Life.